# Bella Nusujevová
Bella Nusujevová (* 16. února 1971 Ordžonikidze, Sovětský svaz) je bývalá ruská sportovní šermířka osetské národnosti, která se specializovala na šerm fleretem. Rusko reprezentovala na přelomu tisíciletí. Na olympijských hrách 2000 byla členkou ruské výpravy na jako náhradnice družstva fleretistek. V roce 2000 obsadil třetí místo na mistrovství Evropy v soutěži jednotlivkyň a s družstvem získala titul mistryň Evropy.